# Zabíjení
Zabíjení (v originále The Killing) je britský film z roku 1956. Natočil jej režisér Stanley Kubrick podle scénáře, kterým sám napsal podle románu Clean Break od Lionela Whita. Autorem hudby k filmu byl Gerald Fried, který s režisérem spolupracoval i na jiných projektech. Producentem filmu byl James B. Harris, o kameru se staral Lucien Ballard. Ve filmu hráli například Sterling Hayden, Vince Edwards a Coleen Gray. Pojednává o muži čerstvně propuštěném z vězení, který se s několika dalšími rozhodne vyloupit pokladnu na dostihovém závodišti.